# Frigyes Bárány
Frigyes Bárány (n. 17 noiembrie 1930, Budapesta, Regatul Ungariei – d. 9 aprilie 2023, Nyíregyháza, Ungaria) a fost un actor maghiar, laureat al premiului Jászai Mari, distins cu titlurile de artist emerit și maestru al artei.

## Biografie
Părinții lui au fost Frigyes Bárány și Mária Vukovits. A urmat studii la școala de actorie a actriței Margit Makay. Între anii 1952 și 1956 a lucrat ca artist grafic. A făcut parte apoi ca actor din trupa Teatrului de Stat Déry (1957-1960), a Teatrului Csokonai din Debrețin (1960-1964), a Teatrului József Attila (1964-1971), a Teatrului Kisfaludy din Győr (1971-1972), a Teatrului Szigligeti din Szolnok (1972-1974), a Teatrului Național din Pécs (1974-1981) și a Teatrului Móricz Zsigmond din Nyíregyháza (1981-1990). S-a pensionat în 1990.
Primul său rol într-un film de lung metraj a fost Imre Kacsuka în Omul de aur (1962), regizat de Viktor Gertler.

## Roluri în piese de teatru
Numărul rolurilor interpretate potrivit evidențelor teatrale este de 157. Printre acestea se numără următoarele (evidență din 17 noiembrie 2011):
- William Shakespeare: Romeo și Julieta....Benvolio; Prințul
- Innocent-Kállai: Tavaszi keringő....Bandi; Kelemen
- Egri Viktor: Virágzik a hárs....Imre
- William Shakespeare: Îmblânzirea scorpiei....Lucentio
- Sardou-Najac: Váljunk el....Gratignan Adhemar
- Endre Nagy: A miniszterelnök....Rendőrtiszt
- Arbuzov: Tánya....Griscsenko
- Bálint Balassi: Szép magyar komédia....Credulus
- Molière: Tudós nők....Ariste
- Miller: Pillantás a hídról....Első tisztviselő
- Schiller: Stuart Mária....Davison
- Victor Hugo: Királyasszony lovagja (Ruy Blas)....De Camporeal gróf
- László Tabi: Esküvő....Tibor
- Karvas: Éjféli mise....Marián
- Arthur Miller: Vrăjitoarele din Salem....Hathorne
- Rozov: Felnőnek a gyerekek....Árkágyij
- Kielland: Az ember, aki nemet mondott....Fielding
- William Shakespeare: Cum vă place....Olivér; A száműzött herceg
- Margit Gáspár: Hamletnek nincs igaza....Sümegi Nagy Balázs
- László Németh: Az utazás....István
- Margit Dénes: A francia....Tibor
- Arbuzov: Egy szerelem története....Viktor
- Anna László: Tizennyolcéves....Gordon Péter
- Shaw: Szent Johanna....Inkvizitor; Cauchon
- Imre Dobozy: Holnap folytatjuk....Laczkó
- Dezső Király: Az igazi....Viola Péter
- William Shakespeare: Richard al III-lea....Lord Hastings
- Jenő Heltai: Az ezerkettedik éjszaka....Rusztem
- Bulgakov: Fehér karácsony....Nyikolaj
- Anouilh: Becket avagy az Isten becsülete....2. angol báró
- András Berkesi: Viszontlátásra, Harangvirág!....Deák Gábor
- Gábor Nádas: Keménykalaposok....Zoltán
- András Berkesi: Húszévesek....Galeritag
- Giraudoux: Párizs bolondja....Kintornás
- Nusic: Dr. Pepike....Pavlevics Velimir
- Miklós Gyárfás: Kényszerleszállás....Andy Ádám
- Anouilh: A barlang....Marcel
- Hammel: Kilenckor a hullámvasútnál....Schmidt
- Rozov: Ketten az úton....Pálcsikov
- Lajos Mesterházi: Férfikor....Béla a jelenben
- Christie: Gyilkosság a paplakban....Slack
- Árpád Gabányi: Aba Sámuel király....Zonuk
- Rozov: A futópályán....Jegorjev
- Hill-Hawkins: Canterbury mesék....Kalmár
- Carlo Goldoni: Szmirnai komédiások....Beltrame
- Satrov: Merénylet....Cjurupa
- Mihály Károlyi: A nagy hazugság....Woronoff
- László Tabi: Karikacsapás....Mautner
- Jenő Heltai: A néma levente....Agárdi Péter
- Molière: Versailles-i rögtönzés....De la Grange
- Molière: Dandin György....Klitander
- Katajev: A kör négyszögesítése (Négy bolond két pár)....Iván
- László Gyurkó: Szerelmem, Elektra....Kórus
- György Aldobolyi Nagy: Az éjféli lovas....Dr. Bátky János
- György Ránki: Egy szerelem három éjszakája....Henker százados
- Jonson: Volpone....Corvino
- György Száraz: A nagyszerű halál....Leiningen-Westerburg Károly
- István Sárospataky: Zóra....Káplán
- Molière: Don Juan....Don Juan
- Dániel Veress: Véres farsang....
- Géza Páskándi: Szeretők a hullámhosszon....Szürtevér
- Gyula Hernádi: A tolmács....Sprenger
- József Katona: Bánk bán....Biberach
- István Sárospataky: Táncpestis....Riff
- Feydeau: A nagy szülés....De Champrinet márki
- Feydeau: Ne mászkálj meztelenül!....Ventroux
- Shaw: Tanner John házassága....Roebuck Ramsden
- Abramow-Newerly: Derby a kastélyban....Karbot
- Ferenc Molnár: Játék a kastélyban....Almády; Gál
- Gyula Gobby Fehér: A budaiak szabadsága....Márkus Hermann
- Gyula Illyés: Homokzsák....Sóti Kálmán
- Feydeau: A szobalány fütyül rám....Adrien
- Lernet-Holenia: Hússaláta....Rosenzopf
- Bondarev: A part....Nyikityin
- Roscsin: Olga....Gorelov
- Kander-Ebb: Chicago....Konferanszié
- Zsigmond Móricz: Úri muri....Szakhmáry Zoltán
- Saenz: Ez aztán szerelem....Apa
- Gyula Hernádi: Szép magyar tragédia....Pereghy Imre
- Shaw: Pygmalion....Pickering ezredes
- Gyula Krúdy: Rezeda Kázmér szép élete....Rezeda Kázmér
- Gyula Csák: Az őszülés váratlan órája....Elek
- László Németh: A két Bolyai....Bolyai Farkas
- József Balázs: A Bátori advent....Miklós mester
- Albee: Nem félünk a farkastól....George
- Béla Gádor: Lyuk az életrajzon....Krantz Félix
- William Shakespeare: A douăsprezecea noapte....Malvolio
- Bolt: Kinek se nap, se szél....Morus Tamás
- László Papp Kolozsvári: Édes otthon....A kertész
- József Ratkó: Segítsd a királyt!....Püspök
- József Balázs: A homok vándorai....II. katona
- András Nyerges: Az ördög győz mindent szégyenleni....Károlyi Sándor
- Grillparzer: Bancbanus....Bancbanus
- László Németh: Galilei....Barberini bíboros
- Bond: A bolond (A kenyér és szerelem jelenetei)....Lord Milton; Lord Radstock
- Zsigmond Remenyik: Az atyai ház....Apa
- Géza Páskándi: Lélekharang....Ezredes
- Sardou-Moreau: Szókimondó asszonyság....Fouché
- Monnot: Irma, te édes....Bob
- Ede Szigligeti: II. Rákóczi Ferenc fogsága....Károly
- Schiller: Ármány és szerelem....Von Walter
- Iván Bacher: New York-i kaszinó....Zoltán
- Géza Páskándi: ÉLjen a színház!....Poprádi Lehel
- William Shakespeare: Nevestele vesele din Windsor....Dr. Caius
- Ödön von Horváth: Mesél a bécsi erdő....Kapitány
- Wilder: A mi kis városunk....Gibbs
- Zsigmond Móricz: Nem élhetek muzsikaszó nélkül....Lajos bácsi
- Ionescu: Rinocerii....Papillon úr
- Tünde Szabó: A küszöbön....Tanár úr
- Ernő Szép: Patika....Tanító
- Neil Simon: A napsugár fiúk....Al Lewis
- Kompolthy Zsigmond: Egy cziffra nap....Czvikli
- Bock: Hegedűs a háztetőn....Rabbi
- Feydeau: Bolha a fülbe....Finache doktor
- Hrabal: Gyöngéd barbár....Kocsis
- Mrozek: Tangó....Eugéniusz
- Mór Jókai: Itt a vége, pedig milyen unalmas napnak indult....Flye
- Zsigmond Móricz: Sári bíró....Pengő Kovács
- Gyula Krúdy: A vörös postakocsi....Alvinczy Eduárd
- Fodor-Lakatos: Kasszasiker avagy kapom a bankot....Holub Kornél
- Nóti–Zágon: Hyppolit, a lakáj....Hyppolit
- Cehov: Sirály....Szorin
- Hellmann: A kis rókák....William Giddens
- Hauptmann: Naplemente előtt....Clausen tanácsos
- Sándor Bródy: A tanítónő....Öreg Nagy
- Marriott-Foot: Csak semmi szexet kérem, angolok vagyunk....
- Mihály Eisemann: Én és a kisöcsém....Kelemen Félix
- William Shakespeare: Visul unei nopți de vară....Égeus
- Ákos Németh: Autótolvajok....Doktor
- Dostoievski-Wajda: Ördögök....Tyihon főpap
- Tibor Kocsák: Légy jó mindhalálig....Pósalaky úr
- Cehov: Platonov....Id. Trileckij
- Béla Zerkovitz: Csókos asszony....Salvator
- William Shakespeare: Măsură pentru măsură....Escalus
- Moldvai-Jeli: Rovarok....Az ember hangja
- Cooney: Család ellen nincs orvosság....Sir Willoughby Drake
- Shaffer: Amadeus....Gottfried van Swieten báró
- Imre Kálmán: Csárdáskirálynő....Leopold herceg
- Loewe: My fair lady....Pickering ezredes
- Ferenc Molnár: A Pál utcai fiúk....Rácz tanár úr
- Rose: Tizenkét dühös ember....A bíró hangja
- Imre Madách: Tragedia omului....Az Úr; Péter apostol; Bábjátékos
- Miklós Fenyő: Aranycsapat....Elegáns úr

## Filmografie

### Filme de cinema
- 1962 Omul de aur (Az aranyember), regia Viktor Gertler
- 1963 Foto Háber (Fotó Háber), regia Zoltán Várkonyi
- Egy ember aki nincs (1963)
- Már nem olyan időket élünk (1964)
- Sellő a pecsétgyűrűn (1965)
- Fény a redőny mögött (1965)
- Harlekin és szerelmese (1966)
- Az első esztendő (1966)
- Keresztelő (1968)
- Fenegyerekek (1968)
- Érik a fény (1970)
- A tanévzáró (1975)

### Filme de televiziune
- Honfoglalás (1963)
- Kristóf, a magánzó (1965)
- Napfogyatkozás (1966)
- Princ, a katona 1-13. (1966-1967)
- Bors (1968)
- Szende szélhámosok (1968)
- Őrjárat az égen 1-4. (1970)
- Tizennégy vértanú (1970)
- Só Mihály kalandjai (1970)
- A kazamaták titka (1971)
- Felelet (1975)
- Karancsfalvi szökevények (1976)
- Századunk (1981)
- Vádindítvány (1981)
- Liszt Ferenc (1982)
- Mint oldott kéve 1-7. (1983)
- Bátori ádvent (1985)
- Malom a Séden (1987)
- Az angol királynő (1987)
- Itt a vége, pedig milyen unalmas napnak indult (1995)

## Dublaje de voce
- Cei șapte magnifici: Britt - James Coburn
- Un genio, due compari, un pollo: sergentul Milton - Raimund Harmstorf
- The Big Clock: Ray Cordette - Dan Tobin
- Sexul slab: Dr. Rudolph (Rudy) DeMeyer - Mel Ferrer
- Az énekes csavargó: Trestecche - Franco Migliacci
- Gli ultimi cinque minuti: Dagoberto (Dago) - Pierre Cressoy
- Adio arme: părintele Galli - Alberto Sordi
- Felszarvazták őfelségét: Összeesküvő - Eduardo Fajardo
- Notorious: Eric Mathis - Ivan Triesault
- Diligența: Hatfield - John Carradine
- Rhythm on the River: Oliver Courtney - Basil Rathbone
- Aventurile lui Robin Hood: Sir Guy of Gisbourne - Basil Rathbone
- Zece negri mititei: Hugh Lombard - Hugh O'Brian
- Vágyakozás: Tom - André Toffel

## Teatrul radiofonic
- Vrăjitorul din Oz (1980) .... Nyugorok vezére

## Premii și distincții
- Premiul Jászai Mari (1985)
- Inelul Móricz (1986)
- Artist emerit (1990)
- Crucea Mică a Ordinului de Merit al Republicii Ungare (1994)[6]
- Premiul Ostar pentru întreaga activitate (1996)[7]
- Cetățean de onoare al orașului Nyíregyháza (1997)
- Maestru al artei (2014)